# 智仁乡
智仁乡是中华人民共和国浙江省温州市乐清市下辖的一个乡。
2015年12月7日，浙江省人民政府批复同意调整大荆镇管辖范围，增设智仁乡，乡政府驻大井头村。

## 行政区划
智仁乡下辖以下村级行政区划单位：
象周村、西滩村、下岙村、大井头村、石施坑村、寺前村、小坑岙村、大台门村、利条村、小岭村、马家山村、赵家辽村、石井坑村、银坑村、太湖山村、乌芦岙村、昌门村、青坑村、合朝村、大树岗村和水坑头村。